# Potamides
Potamides is een uitgestorven geslacht van slakken uit de familie van de Potamididae. De wetenschappelijke naam van het geslacht is voor het eerst geldig gepubliceerd in 1810 door Brongniart.

## Soorten
De volgende soort is bij het geslacht ingedeeld:
- † Potamides lamarckii Brongniart, 1810

### Synoniemen
- Potamides (Cerithidea) djadjariensis K. Martin, 1899 † => Pirenella alata (Philippi, 1849)
- Potamides (Pirenella) subconicum Pallary, 1901 † => Pirenella subconica (Pallary, 1901) †
- Potamides (Tympanotonus) Agassiz, 1846 => Tympanotonos Schumacher, 1817
- Potamides (Tympanotonus) spiniger (Martin, 1884) => Argyropeza divina Melvill & Standen, 1901
- Potamides cingulatus (Gmelin, 1791) => Cerithideopsilla cingulata (Gmelin, 1791) => Pirenella cingulata (Gmelin, 1791)
- Potamides decollatus (Linnaeus, 1767) => Cerithidea decollata (Linnaeus, 1767)
- Potamides djadjariensis K. Martin, 1899 † => Pirenella alata (Philippi, 1849)
- Potamides fluviatilis (Potiez & Michaud, 1838) => Pirenella cingulata (Gmelin, 1791)
- Potamides granulatus Lamarck => Tympanotonos fuscatus (Linnaeus, 1758)
- Potamides imbricatarius Cossmann, 1898 † => Trempotamides imbricatarius (Cossmann, 1898) †
- Potamides obtusus (Lamarck, 1822) => Cerithidea obtusa (Lamarck, 1822)
- Potamides ormei Maury, 1917 † => Dentimides suprasulcatus (Gabb, 1873) †
- Potamides palustris (Linnaeus, 1767) => Terebralia palustris (Linnaeus, 1767)
- Potamides subconicum Pallary, 1901 † => Pirenella subconica (Pallary, 1901) †
- Potamides sulcatus Born, 1778 => Terebralia sulcata (Born, 1778)
- Potamides suprasulcatus (Gabb, 1873) † => Dentimides suprasulcatus (Gabb, 1873) †
- Potamides telescopium (Linnaeus, 1758) => Telescopium telescopium (Linnaeus, 1758)
- Potamides tenerrimus Schepman, 1895 => Terebralia sulcata (Born, 1778)